# Entropy: Zero 2
Entropy: Zero 2 — неофициальное дополнение для компьютерной игры Half-Life 2, сиквел Entropy: Zero. Мод был разработан командой Breadmen, возглавляемой Джонни «Breadman» Ричардсоном, и выпущен в 2022 году. Главный герой дополнения — элитный солдат Альянса, фракции, выступавшей в роли антагониста в Half-Life 2. Дополнение получило положительные отзывы критиков, а также было объявлено лучшим модом 2022 года по версии пользователей портала Mod DB.

## Игровой процесс

У протагониста Entropy: Zero 2 нет оружия ближнего боя, но он может атаковать противников ногами

Entropy: Zero 2 — фанатское дополнение для Half-Life 2 с самостоятельным сюжетом, сиквел Entropy: Zero, в котором игрок управляет элитным солдатом Альянса. Благодаря своему высокому статусу протагонист может использовать полный арсенал фракции: запрашивать поддержку с воздуха, водить бронетранспортёр, а также командовать солдатами ниже званием, например, приказывая им следовать за собой или штурмовать указанную позицию.
В моде был изменён ракурс камеры — в частности, положение оружия, — а также анимации стрельбы и перезарядки. Были добавлены новые виды вооружения: такие как варп-гранаты, создающие вместо взрыва портал в Зен, который засасывает противников, а взамен выбрасывает либо припасы вроде аптечек и батарей, либо агрессивно настроенных пришельцев; при этом количество создаваемых объектов прямо пропорционально поглощённой порталом массе. Помимо этого в игру были возвращены пистолет-пулемёт MP5K и дистанционно активируемые мины, которые можно использовать как в бою, так и для подрыва стен в поисках секретов. В отличие от серии Half-Life и первой Entropy: Zero, у протагониста нет оружия ближнего боя, однако он может пинками открывать двери, ломать ящики и выбивать оружие из рук врагов. Разоружённых противников-людей игрок может заставить сдаться, а медиков — принудить подлечить себя.
Мод значительно расширил разнообразие противников. Помимо рядовых повстанцев, появились усиленные повстанцы в масках, а также особые солдаты Сопротивления, снабжённые грави-генераторами, позволяющими прыгать на огромные расстояния. Были возвращены существа из Зена, ранее встречавшиеся в Half-Life, такие как буллсквиды и бойды, а также трутни и гономы из Opposing Force. Кроме того, были добавлены вортигонты-зомби и хедкрабы, испачканные аномальной субстанцией, благодаря которой они способны перемещаться в пространстве и времени.
Помимо классических шутерных уровней, в моде есть хоррор-эпизод, уровни-головоломки, перестрелки на бронетранспортёре и битвы с боссами. Также есть отдельный дополнительный сценарий, в котором игрок управляет повстанцем, и испытания, в которых нужно переиграть уровни основной кампании с определённым условием: избежав урона, сделав наименьшее количество выстрелов или уложившись в указанное время. Кроме того, Entropy: Zero 2 поддерживает Steam Workshop, через который пользователи могут делиться собственными уровнями. Мод получил полную озвучку на английском языке и собственный саундтрек
В игре есть три концовки, зависящие от действий игрока. Так, для достижения одной из них необходимо взять с собой дефектную турель по имени Уилсон и донести её до конца игры. Уилсон также будет постоянно разбавлять игровой процесс небольшими диалогами и взламывать для героя тайники с припасами и аптечками.

## Сюжет

Уилсон, размещённый на крыше бронетранспортёра игрока

События игры разворачиваются во время действия Episode One, Episode Two и после них. Главный герой — клон метрокопа 3650-го, протагониста Entropy: Zero, которого за особые заслуги повышают до элитного солдата. В Entropy: Zero 2 была подробнее раскрыта предыстория протагониста: он — бывший американский тюремщик по имени Эйден Уолкер, жена которого погибла, а ребёнок был похищен. Когда началось вторжение, Эйден добровольно присоединился к Альянсу в надежде, что Советники помогут ему с поиском дочери. Несмотря на то, что 3650-й плохо ладил с коллегами по Гражданской обороне, он был на высоком счету у начальства. Когда Эйдена повысили до солдата после событий Entropy: Zero, ему в качестве исключения сохранили свободу воли и мышления, а также воспоминания о прошлой жизни.
Клона Эйдена пробуждают, чтобы тот разобрался с последствиями деятельности Гордона Фримена в Нова Проспект. Сразу по завершении этого задания, 3650-й получает новое — выследить и поймать Джудит Моссман — и отправляется в Арктику. Потерпев крушение недалеко от базы научного комплекса Arbeit Communications, Уолкер пробивается сквозь ожесточённо сопротивляющихся повстанцев и встречает собственного клона. Клон объясняет Эйдену, что он не первый, кого посылают за Джудит, и вряд ли будет последним. Попытавшись убедить Эйдена в том, что Советники не собираются помогать ему в поисках дочери, клон предлагает предать Альянс и отправиться на поиски самостоятельно, однако 3650-й отказывается. Клон нападает на протагониста, и тот проваливается на нижние уровни, на которых расположены заброшенные лаборатории Aperture Science.
В лабораториях 3650-й находит дефектную турель, представившуюся Уилсоном, который помогает протагонисту выбраться из комплекса. Выбравшись на поверхность, Эйден отправляется в Arbeit 2 по следам Моссман; в зависимости от выбора игрока, протагонист может оставить турель в лабораториях, либо взять её с собой — в этом случае Уилсон попросит доставить его до Arbeit 3 и подключить к главному компьютеру. По дороге к Arbeit 2 Эйден узнаёт, что исследования, которыми руководила Джудит, были связаны с «Бореем». Вызвав подкрепление, 3650-й успешно штурмует комплекс, захватывает Моссман и убеждает её сотрудничать.
Советники дают ему следующее задание: ликвидировать собственного клона. 3650-й отправляется в Arbeit 3 и успешно нейтрализует цель. К Уолкеру подлетает Советник, который хвалит протагониста за хорошую службу и заявляет о том, что они готовы помочь Уолкеру с его проблемой, а именно — стереть из памяти болезненные воспоминания. Дальнейшее развитие событий зависит от выбора игрока.
- Если игрок не сопротивляется действиям советника, 3650-й превращается в обычного солдата Альянса без собственной личности и свободной воли. В сцене после титров показывается штурм «Борея» повстанцами под руководством Гордона Фримена, в ходе которого 3650-й погибает.
- Если игрок нападает на советника, его засасывает на «Борей», где он встречается с Джи-мэном. G-man объявляет, что он не может позволить протагонисту остаться на корабле, но поскольку он обязан герою за отвлечение Альянса, он может исполнить одно желание 3650-го — но не может помочь ему с дочерью. 3650-й просит заставить Альянс перестать его клонировать. Желание исполняется, после чего протагонист оказывается в допросной камере Альянса, где умирает под пытками.
- Если игрок успешно доставил Уилсона до Arbeit 3, после чего напал на советника, то Уилсон освобождает главного героя из допросной камеры.

## Разработка и выпуск
После выпуска Entropy: Zero Джонни «Breadman» Ричардсон не планировал продолжать серию, несмотря на многочисленные просьбы фанатов. Однако сделав полугодовой перерыв от модостроения, Ричардсон снова почувствовал желание творить и набросал концепт сиквела. На этот раз Breadman решил не заниматься разработкой в одиночку и приступил к набору команды, названной Breadmen.
Разработка модификации началась в 2018 году и заняла четыре года. Изначально авторы хотели просто показать события Half-Life 2 со стороны Альянса, однако со временем концепция развилась. По словам Дэвида «Kralich», отвечавшего за создание ассетов, у команды было две цели: оживить геймплей HL2 и рассказать новую историю.
В отличие от игр серии Half-Life, в которых Гордон Фримен сохраняет молчание на протяжении всей игры, главный герой Entropy: Zero получил полную озвучку; голос протагонисту подарил Сэм «Trivvy» Пирсон, коммьюнити-менеджер команды. Разработчики хотели, чтобы герой реагировал на действия, проходящие в игре, и записали реплики даже на те действия игрока, которые приводят к немедленному поражению — например, на убийство персонажа, которого нужно было сопровождать. Когда команда работала над хоррор-секцией в составе второго уровня, Breadman предложил разместить на уровне какой-нибудь ключ, который игроку было бы необходимо найти; вместо ключа CW3D решил добавить турель, также способную разговаривать. Комментарии турели, которую разработчики назвали Уилсон, служили для разрядки смехом в стрессовые для протагониста моменты, благодаря чему хоррор-секцию удалось расширить до полноценного третьего уровня. На поздних стадиях разработки команда решила дать игрокам возможность взять турель с собой после прохождения третьей главы и начала записывать для Уилсона дополнительные реакции на происходящее в последующих уровнях. Роль Уилсона в сюжете постепенно росла, и в конечном итоге он стал одним из ключевых персонажей игры.
Зен-гранаты, добавленные в моде, основываются на вырезанных из Half-Life 2: Episode One вихревых гранатах, упоминание которых разработчики нашли в исходном коде. Другим уникальным оружием, над которым работала команда, был портальный пистолет: изначально он основывался на вырезанном из Half-Life 2 сигнальном пистолете, однако со временем развился до инструмента, способного захватить любой объект на карте, а затем воссоздать его в другом месте. После тестов команда пришла к выводу, что добавленные оружия плохо сочетаются с другими элементами игры и лишь отвлекают игрока; они решили отказаться от одного из новых видов оружия и вырезали из игры портальный пистолет. Он, однако, по-прежнему доступен при использовании консольных команд или редактора уровней.
Entropy: Zero 2 вышла в августе 2022 года. Игра распространяется бесплатно через Steam, однако для запуска требуется наличие лицензионной копии Half-Life 2 на аккаунте.
Летом 2024 года команда анонсировала два новых мода: Axon Pariah и Progenitors — сиквел и приквел Entropy: Zero 2.

## Критика
Модификация получила положительные отзывы критиков; рецензенты отмечали, что Entropy: Zero 2 выглядит полноценной самостоятельной игрой во вселенной Half-Life. Максим Иванов в рецензии для iXBT Games похвалил игру за «интересный сюжет, захватывающий геймплей и харизматичного протагониста», отметив в качестве недостатков «надоедливые всплывающие подсказки», редкие вылеты и отсутствие перевода на русский язык. Илья Маховиков из Игры@Mail.ru заявил, что это «бесплатное фанатское дополнение для игры 18-летней давности играется лучше, чем многие современные блокбастеры за десятки миллионов долларов», отметив глубокую проработку игры и хорошо написанные диалоги. Никита Васильев из DTF назвал Entropy: Zero 2 «почти безупречной фанатской работой», заявив, что по сравнению с предыдущей игрой сюжет развился, а перестрелки «стали на голову выше».
Entropy: Zero 2 стал лучшим модом 2022 года по версии пользователей портала Mod DB.